# Perfect (gramatică)
În gramaticile unor limbi, termenul perfect (< la  perfectum „săvârșit, îndeplinit”) denumește singur o formă verbală temporală de trecut sau intră în sintagme și cuvinte compuse care denumesc alte forme de trecut. Termenul sugerează și exprimarea aspectului perfectiv al procesului, pe lângă cea timpului trecut.

## În limba proto-indoeuropeană
Perfectul din limba protoindo-europeană era o formă verbală sintetică ce se caracteriza prin fenomene specifice de flexiune: schimbări de vocale în radical (flexiune internă), reduplicare, desinențe personal specifice, iar în formele mai târzii, sufixe specifice. Se presupune că acest perfect vechi provine din cuvinte neverbale însemnând stări, care au fost integrate treptat în sistemul verbal, dezvoltarea perfectului mergând dinspre stare către acțiune. Pe lângă perfect, mai existau alte două forme de trecut, tot sintetice. Aoristul exprima procese trecute de aspect perfectiv și nedurativ, iar imperfectul procese trecute de aspect imperfectiv și durativ. Cu timpul, perfectul s-a apropiat din punctul de vedere al funcției de valorile celorlalte forme de trecut și, în limbile urmașe ale protoindo-europenei, fie le-a eliminat, fie s-a confundat cu cel puțin una din ele (de exemplu în limba latină), fie a ieșit din uz, de pildă în limba protoslavă.

## În limbi indoeuropene vechi
În limba greacă veche, perfectul exprimă un proces din trecut cu efect în prezent, ex. κέκτημαι kéktēmai „am obținut (și am)”, ἀναβέβηκα anabébēka „am venit (și mă găsesc aici)”. Se opune aoristului, care nu are legătură cu prezentul, și imperfectului, prin caracterul său perfectiv.
În latină, perfectul exprimă un proces trecut de aspect perfectiv care poate fi de două feluri: având legătură cu prezentul (valoarea de perfectum presens) sau fără legătură cu acesta (perfectum historicum), preluând deci valoarea aoristului. Un exemplu pentru prima valoare se găsește în fraza at tibi nōs dedimus dābimusque etiam „dar noi ți-am dat și îți vom da din nou” (subînțeles „acum ai”) (Plaut), iar pentru a doua, exemple sunt vēnī, vīdī, vīcī Am venit, am văzut, am învins (Suetoniu). Pentru valoarea exprimând legătura cu prezentul, deja în latină a început să se dezvolte o formă analitică cu verbul auxiliar habeo „a avea” la indicativ prezent și participiul perfect pasiv al verbului cu sens lexical, ex. multa bona porta habemus, cu înțelesul exact „avem multe lucruri bune aduse” (Plaut). Ca și perfectul protoindo-european, forma analitică a evoluat de la exprimarea de stări, dată de sensul posesiv al auxiliarului, spre exprimarea de acțiuni, prin abstractizarea sensului auxiliarului, înțelesul unei sintagme ca ultimul exemplu devenind „am adus multe lucruri bune”.
În protoslavă, perfectul era deja o formă analitică din verbul auxiliar byti „a fi” la indicativ prezent și o formă de participiu, cu valoarea de exprimare a legăturii cu prezentul, opus aoristului și imperfectului, ex. далъ ѥси dalŭ jesi „ai dat”. Odată cu dezvoltarea exprimării sistematice a aspectelor imperfectiv și perfectiv prin mijloace morfologice (afixe și lipsa acestora), majoritatea limbilor slave au pierdut aoristul și imperfectul, valorile acestora fiind preluate de perfect. În general, perfectul verbelor perfective exprimă cele două valori ale perfectului compus și pe cea a perfectului simplu din limbile romanice, iar cel al verbelor imperfective – valorile imperfectului, ceea ce de fapt face nejustificată în cazul acestora denumirea de perfect.

## În limbi indo-europene moderne

### Înlimbi germanice
În limba germană, termenul Perfekt denumește o formă analogă cu a perfectului compus din limbile romanice, fiind alcătuită tot dintr-o formă de participiu, cu auxiliarul haben „a avea” la indicativ prezent în cazul unor verbe (ex. er hat das getan „el a făcut asta”) și cu sein „a fi” la indicativ prezent, în al altora, ex. er ist gekommen „el a venit”. Are o valoare nenarativă („actuală”), fiind opus formei numite Präteritum „preterit”, folosită prin excelență în narațiunea la trecut.
În gramatica limbii engleze, termenul perfect este folosit numai în sintagme. Există un present perfect (literal „perfect prezent”) analitic, analog cu perfectul din germană și din limbile slave, precum și cu perfectul compus din limbile romanice, dar format numai cu prezentul verbului auxiliar have „a avea” și exprimând numai procese de aspect perfectiv având legătură cu prezentul, ex. I have lived here all my life „Am trăit aici toată viața” (subînțeles „... și trăiesc și acum aici”). Se opune prin această din urmă trăsătură lui past simple (sau simple past, literal „trecut simplu”), când acesta este folosit cu valoarea perfectului simplu din limbile romanice. Prin caracterul perfectiv se opune și valorii imperfective a lui past simple, corespunzător cu această valoare imperfectului din limbile romanice. De altfel, în engleza americană există tendința de a folosi past simple în loc de present perfect.
În engleză, termenul perfect se mai folosește și în denumirile:
- present perfect continuous lit. „perfect prezent continuu”, pentru un proces trecut în contact cu prezentul, care s-a desfășurat într-o anumită perioadă de timp, și eventual continuă și în prezent, ex. We have been playing cards all evening „Am jucat cărți toată seara”[11];
- past perfect lit. „perfect trecut”, numit tradițional pluperfect „mai mult ca perfect”, exprimând un proces trecut înaintea unui moment sau a unui alt proces trecut: We ran onto the platform, but the train had just gone „Am fugit pe peron, dar trenul tocmai plecase”[12];
- past perfect continuous lit. „perfect trecut continuu”: The driver who died in the accident had been drinking „Șoferul care a murit în accident, băuse” (o anumită perioadă)[12].

### În limbi romanice
În gramaticile limbilor romanice, termenul „perfect” apare tot numai în sintagme și cuvinte compuse.
Limbile romanice au moștenit din latină perfectul fără legătură cu prezentul sub forma perfectului simplu, iar forma analitică a devenit în aceste limbi perfectul compus. La diateza activă, în unele, ca româna și spaniola, se folosește numai cu auxiliarul „a avea”, în altele, precum franceza sau italiana, și cu auxiliarul „a fi” în cazul unor verbe. Inițial, perfectul compus era opus celui simplu prin valoarea sa de perfectum presens, dar, în unele limbi, ca franceza sau româna, a preluat și valoarea de exprimare a lipsei de legătură cu prezentul (perfectum historicum) a perfectului simplu, cauzând ieșirea acestuia din uzul curent. În schimb, în limba spaniolă, de exemplu, s-a păstrat folosirea curentă a perfectului simplu cu valoarea sa specifică, în opoziție cu valoarea specifică a perfectului compus. Cele două forme au totuși o distribuție diferită în funcție de varietățile regionale, inclusiv cele standard, din Spania și din America Latină. În aceasta, perfectul simplu este mai frecvent, folosit uneori și în locul perfectului compus.
În gramaticile limbii române, la toate modurile, toate denumirile formelor de trecut conțin termenul „perfect”, negat în termenul „imperfect”.
În limba franceză se folosește termenul parfait „perfect” numai în denumirea plus-que-parfait „mai mult ca perfect”. În rest, corespunzător lui „perfect” din română se folosește passé „trecut”: passé simple, passé composé etc..
În limba italiană se utilizează termenul passato „trecut” în toate denumirile corespunzătoare lui „perfect” din română: passato prossimo „perfect compus” (lit. „trecut apropiat”), passato remoto „perfect simplu” (lit. „trecut îndepărtat”), trapassato prossimo „mai mult ca perfect” etc..
În limba spaniolă, termenul perfecto intră în compunerea formelor care exprimă și aspectul perfectiv: pretérito perfecto simple, pretérito perfecto compuesto, pretérito plusquamperfecto, condicional perfecto, pretérito perfecto (del subjuntivo) „conjunctiv perfect”. Se mai folosește și în denumirea viitorului anterior (futuro perfecto).

### În limbi slave
Dintre limbile slave moderne, bulgara și macedoneana au păstrat aoristul și imperfectul, precum și opoziția perfectului cu acestea, păstrând și mai mult ca perfectul din protoslavă.
Limbile din diasistemul slav de centru-sud (BCMS) au păstrat o folosire puțin frecventă a aoristului, a imperfectului și a mai mult ca perfectului, în mod asemănător cu cea a perfectului simplu în română sau în franceză, valorile lor fiind preluate de perfect care, prin urmare, nu se mai opune celorlalte forme de trecut.
Bulgara, macedoneana, BCMS, ceha, slovaca, slovena au păstrat auxiliarul perfectului, dar altele, precum rusa, l-au pierdut.